# Brevipalpus grewiae
Brevipalpus grewiae är en spindeldjursart som först beskrevs av Ewald Rübsaamen 1899.  Brevipalpus grewiae ingår i släktet Brevipalpus och familjen Tenuipalpidae. Inga underarter finns listade.